# دیرک اشتاهمان
دیرک اشتاهمان (به آلمانی: Dirk Stahmann) بازیکن فوتبال و مدافع اهل آلمان شرقی بود که از سال ۱۹۸۲ میلادی عضو تیم ملی فوتبال آلمان شرقی بوده‌است. وی در ۴۶ بازی ملی حضور داشته و در بازی‌های ملی‌اش ۲ گل به ثمر رساند. دیرک اشتاهمان آخرین بازی ملی خود را در سال ۱۹۸۹ میلادی انجام داد.